# Aster Aweke
Aster Aweke (Gondar (Ethiopië), 1960) is een Ethiopische zangeres. Ze wordt vaak genoemd als de Aretha Franklin van Afrika en woont de laatste jaren in de Verenigde Staten in Washington D.C..

## Biografie
Aweke groeide op in Addis Abeba als dochter van een hoge staatsambtenaar en begon al op 13-jarige leeftijd te zingen. Haar voorbeeld was Bizunesh Bekele.
Haar carrière begon midden jaren 1970 als zangeres aan het traditierijke Hager-Fikir-Theater in Addis Abeba. Bovendien zong ze in plaatselijke Ethiopische bands. Ze werd uiteindelijk ontdekt en aangemoedigd door een van de bekendste Ethiopische muziekproducenten, Ali Tango. Op haar eerste opnamen werd ze op de fluit begeleid door Sakari Kukko, de leider van de Finse jazzfolkband Piirpauke, die op dat moment verbleef in Addis Abeba. Aster Aweke zong daarna in de gevestigde band Roha, maar verliet deze weer na een korte periode wegens de onrustige en onzekere politieke situatie tijdens de revolutie.
In 1981 besloot Aster Aweke het land te verlaten en kwam ze via Californië naar Washington, waar ze sindsdien woont. In 1989 werd ze ontdekt door Amerikaanse wereldmuziekproducenten en bracht ze haar eerste Amerikaanse album Aster uit. In 1996 bezocht ze voor de eerste keer weer Ethiopië.

## Discografie
- 1994: Ethiopian Groove - The Golden Seventies, Parijs, Buda Musique (bevat drie van haar allereerste opnamen)
- 1989: Aster (Columbia Records)
- 1991: Kabu (Columbia Records)
- 1993: Ebo (Barkhanns)
- 1997: Live in London (Barkhanns)
- 1999: Hagere (Kabu Records)
- 2002: Sugar (Kabu Records)
- 2004: Asters Ballads (Kabu Records)
- 2006: Fikir